# Daniel Munteanu
Daniel George Munteanu (Onești, 6 giugno 1978) è un ex calciatore rumeno, di ruolo difensore.

## Carriera

### Club
Ha giocato nella massima serie dei campionati rumeno ed azero.